# Dẻ thơm
Sồi Dẻ (danh pháp khoa học: Castanea sativa) là một loài thực vật có hoa trong họ Sồi, hạt ăn được. Nó là một loài cây gỗ, nguyên là cây bản địa của khu vực đông nam châu Âu và Tiểu Á, hiện đã phân tán rộng khắp châu Âu và nhiều nơi ở châu Á, chẳng hạn như khu vực thấp của dãy núi Himalaya và các khu vực khác của tiểu lục địa Ấn Độ có khí hậu ôn đới. Nó là loài cây chịu rét, sống lâu và nổi tiếng với hạt dẻ, được sử dụng như một thành phần thực phẩm trong ẩm thực.

## Hình ảnh

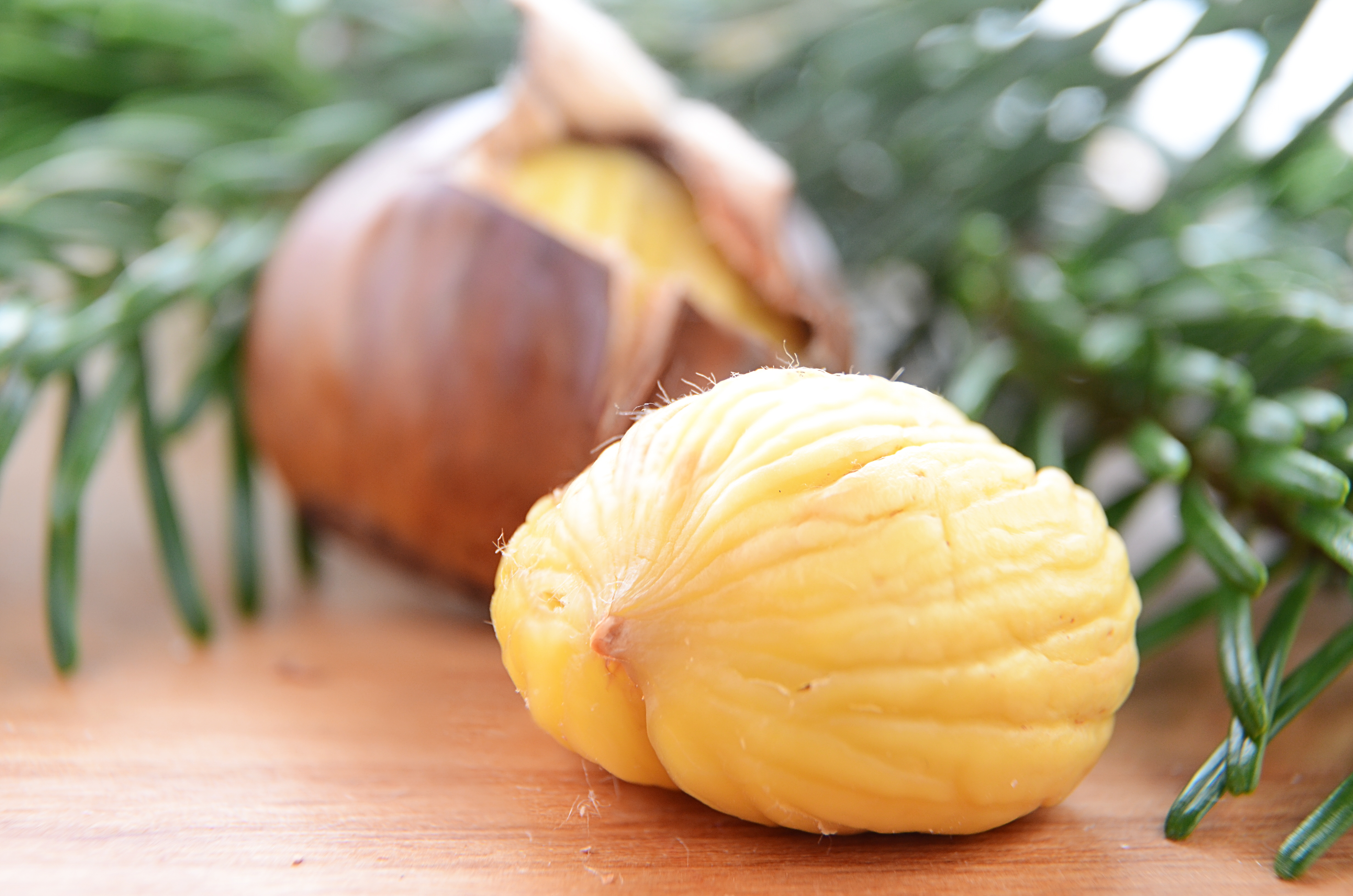
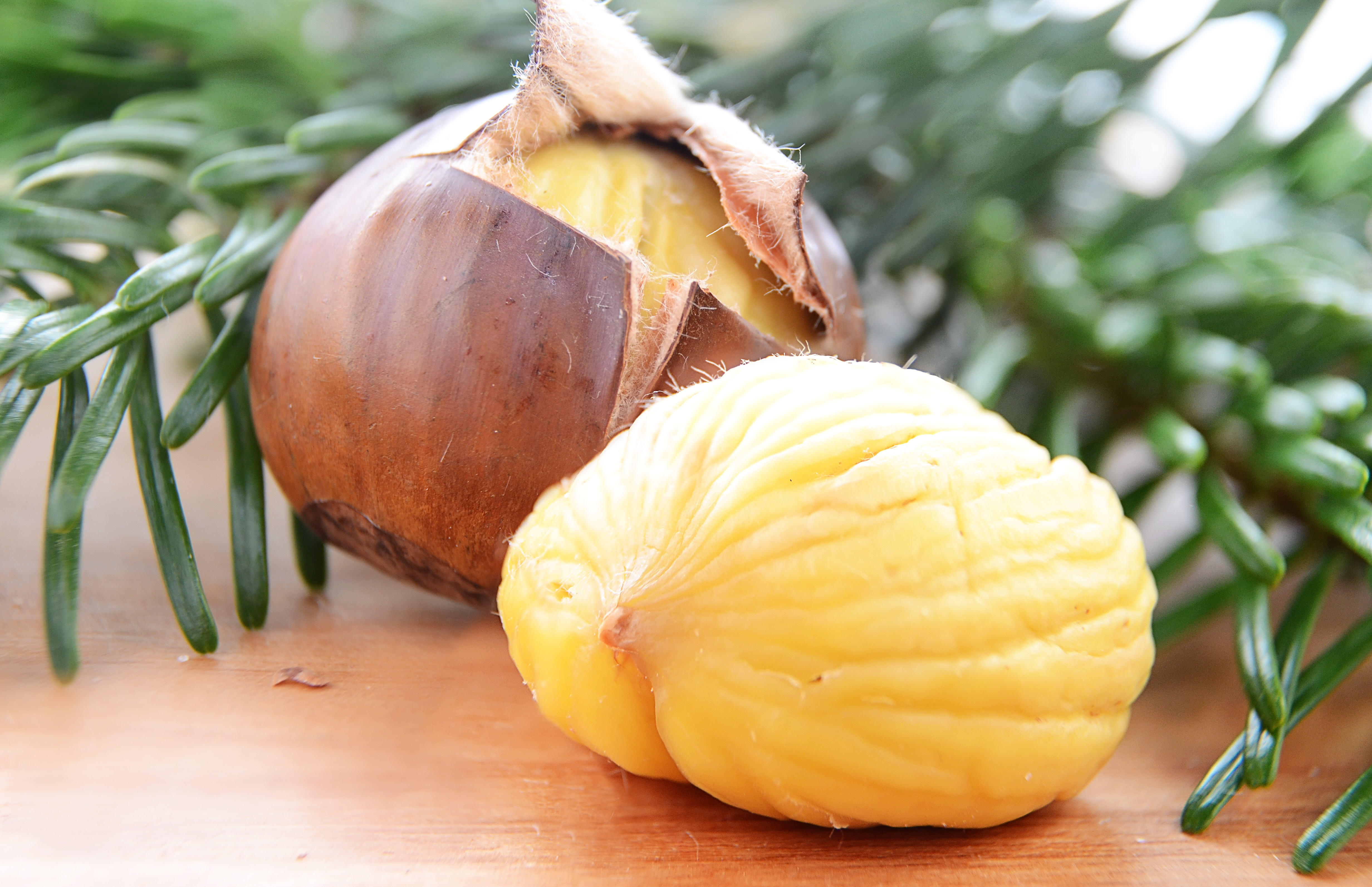
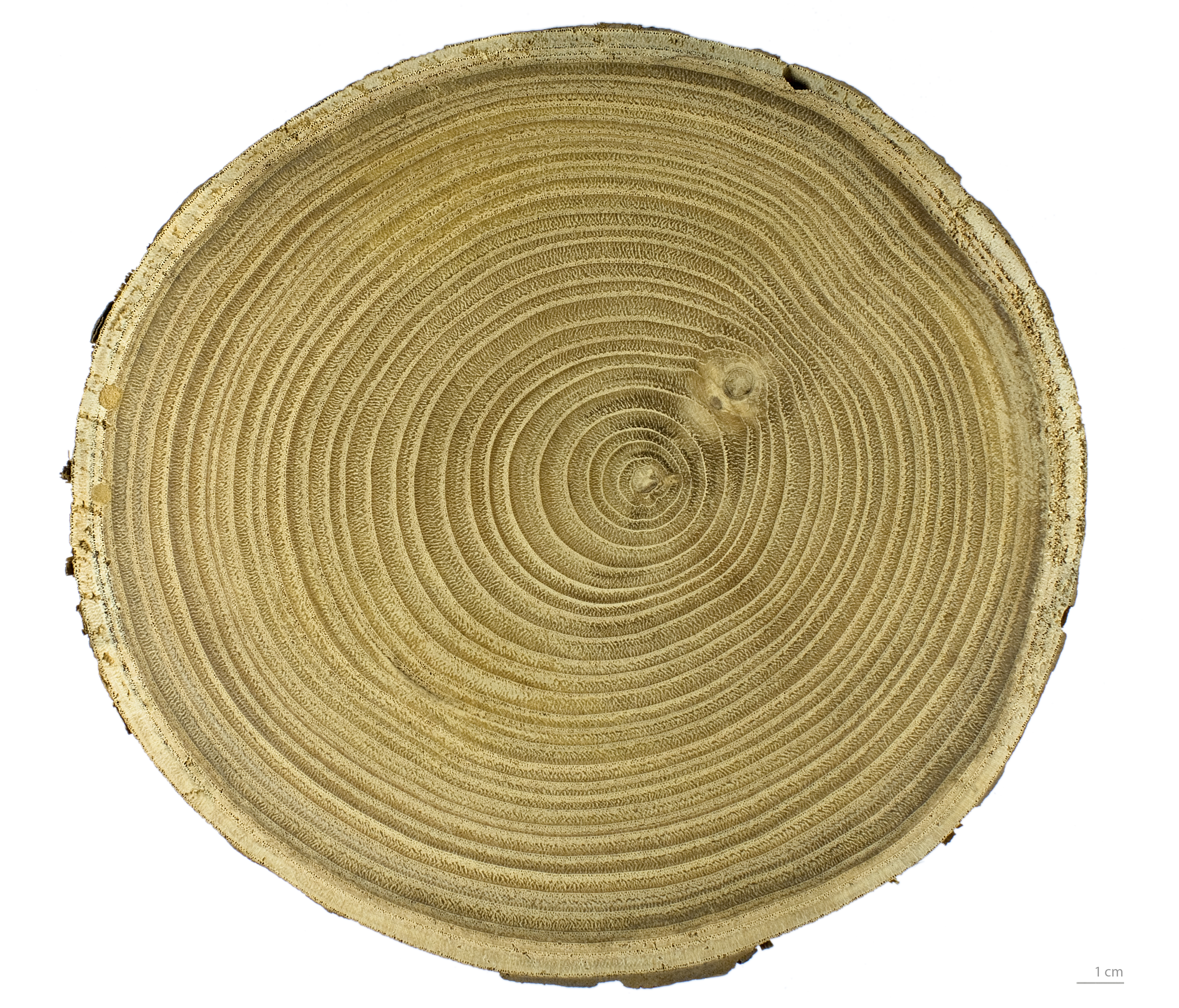
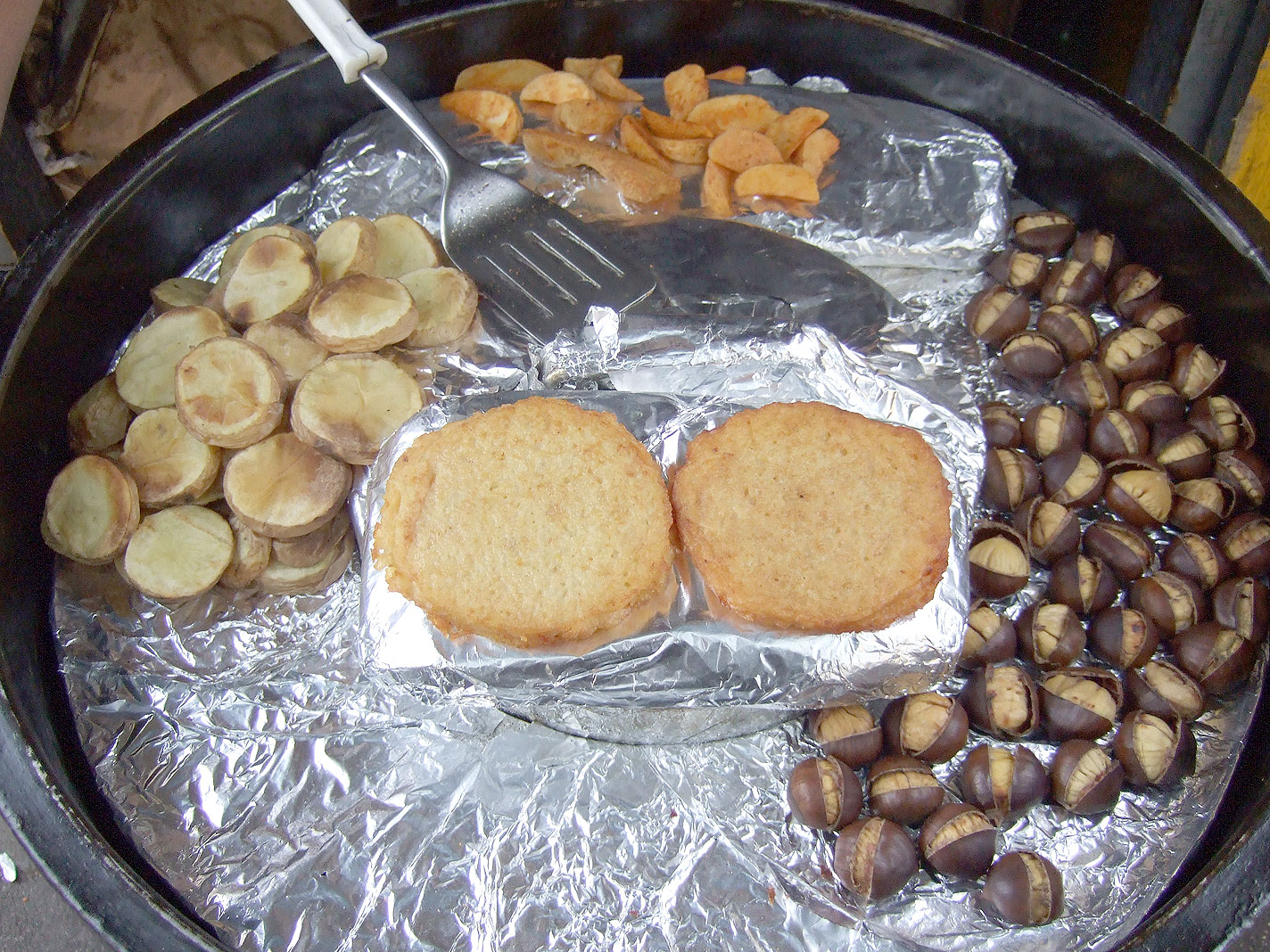
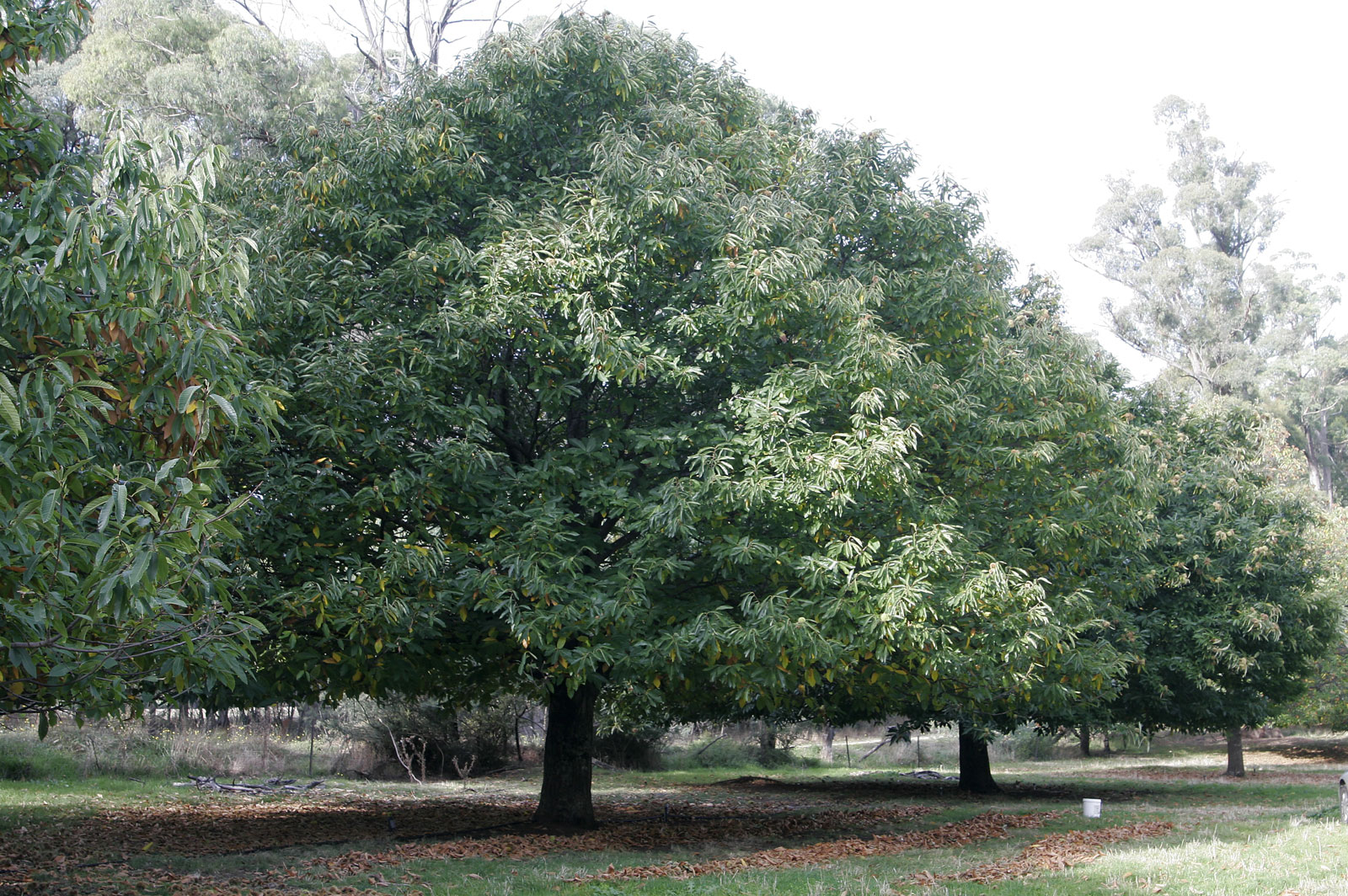
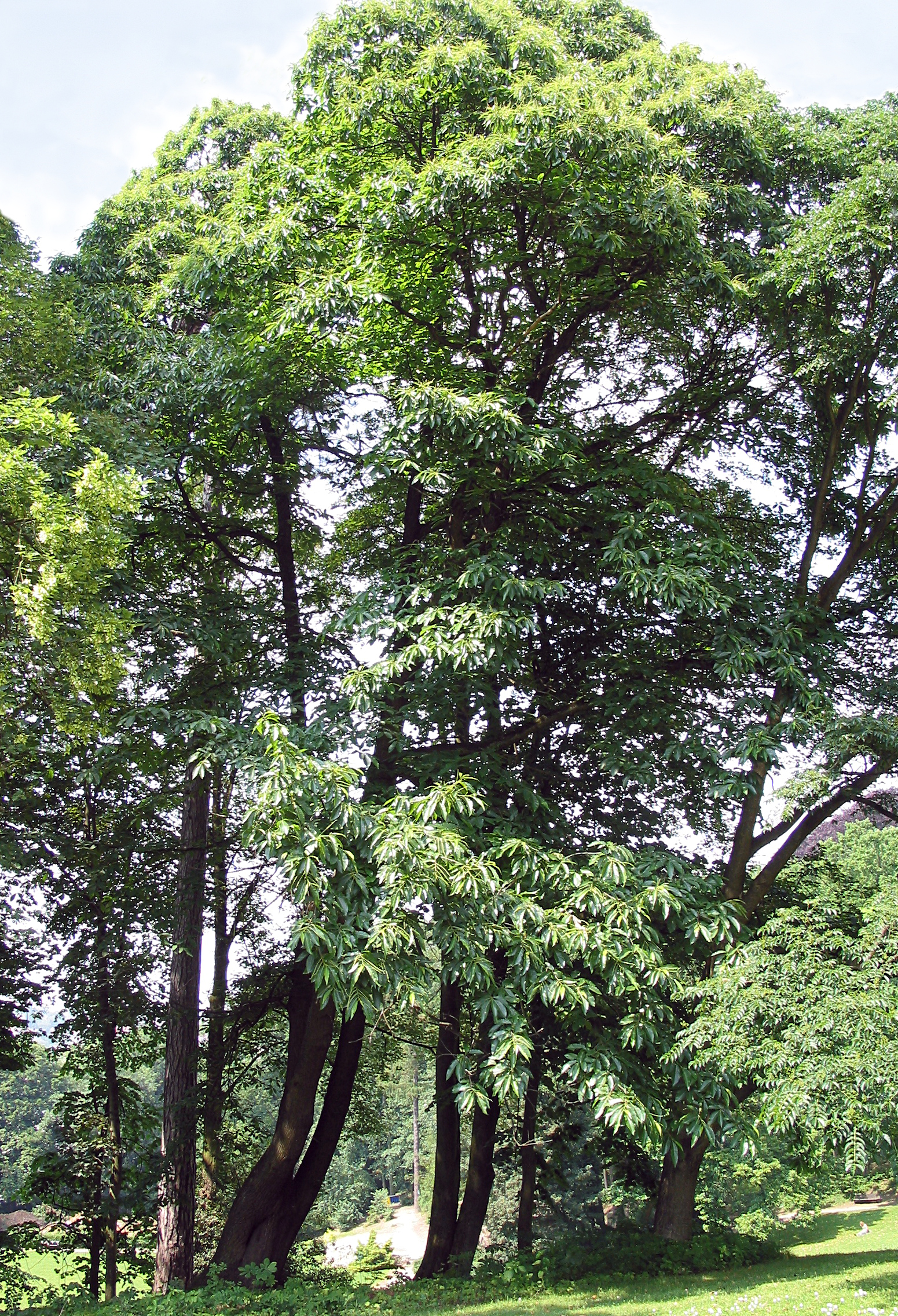